# Бенвард, Люк
Люк Аарон Бенвард (англ. Luke Aaron Benward; род. 12 мая 1995, Франклин, Теннесси, США) — американский актёр и певец.

## Биография
Люк Бенвард родился в 1995 году во Франклине, Теннесси в семье актёра и певца Аарона Бенварда и его жены актрисы и модели Кенды, урождённой Уилкинсон. С 2012 года Бенвард встречался с актрисой Оливией Холт, с которой познакомился на съёмках телефильма «Девочка против монстра», однако вскоре они расстались.

## Карьера
Бенвард дебютировал в 2002 году, снявшись в фильме «Мы были солдатами». В 2006 году исполнил главную роль в детской комедии «Как есть жареных червяков». В 2008 году появился в телефильме «Спасатели во времени» в роли Чарли. Эта работа принесла актёру номинацию на премию «Молодой актёр». В 2009 году Бенвард выпустил дебютный альбом как певец Let Your Love Out, состоящий из 5 композиций.
В 2013—2014 годах играл в телесериале «Рейвенсвуд». В 2016 году был утверждён на роль Джека в фильме «Душа компании».

## Фильмография
| Год       |    | Русское название             | Оригинальное название          | Роль           |
| --------- | -- | ---------------------------- | ------------------------------ | -------------- |
| 2002      | ф  | Мы были солдатами            | We Were Soldiers               | Дэвид Мур      |
| 2002      | с  | Семейное дело                | Family Affair                  | Джоди Дэвис    |
| 2005      | ф  | Благодаря Винн-Дикси         | Because of Winn-Dixie          | Стиви          |
| 2006      | ф  | Как есть жареных червяков    | How to Eat Fried Worms         | Билли          |
| 2008      | тф | Спасатели во времени         | Minutemen                      | Чарли          |
| 2008      | ф  | Алмазный пёс                 | Dog Gone                       | Оуэн           |
| 2010      | ф  | Дорогой Джон                 | Dear John                      | 14-летний Алан |
| 2012      | тф | Девочка против монстра       | Girl Vs. Monster               | Райан          |
| 2012—2013 | с  | Ох, уж этот папа             | See Dad Run                    | Мэттью         |
| 2013      | с  | Держись, Чарли!              | Good Luck Charlie              | Бью            |
| 2013—2014 | с  | Рейвенсвуд                   | Ravenswood                     | Диллон         |
| 2014      | тф | Облако 9: Трамплин надежды   | Cloud 9                        | Уильям         |
| 2014      | с  | Голдберги                    | The Goldbergs                  | Брюс           |
| 2014      | с  | Р. Л. Стайн: Время призраков | The Haunting Hour: The Series  | Тед            |
| 2015      | тф | Дело чести                   | Point of Honor                 | Гарлэнд        |
| 2015      | с  | C.S.I.: Место преступления   | CSI: Crime Scene Investigation | Эксел          |
| 2015      | ф  | Поле потерянной обуви        | Field of Lost Shoes            | Джон Вайс      |
| 2016      | с  | Девушка познаёт мир          | Girl Meets World               | Тор            |
| 2017      | с  | Всё ещё король               | Still the King                 | Лиой           |
| 2018      | ф  | Мера человека                | Measure of a Man               | Пете Марино    |
| 2018      | ф  | Душа компании                | Life of the Party              | Джек           |

## Дискография
- Let Your Love Out (2009)

## Награды и номинации
| Награды и номинации | Награды и номинации | Награды и номинации                                                                         | Награды и номинации | Награды и номинации |
| Награда             | Год                 | Категория                                                                                   | Итог                |                     |
| ------------------- | ------------------- | ------------------------------------------------------------------------------------------- | ------------------- | ------------------- |
| Молодой актёр       | 2009                | Лучшая работа в телефильме или мини-сериале — ведущий актёр за фильм «Спасатели во времени» | Номинация           |                     |
| Молодой актёр       | 2007                | Лучшая актёрский состав в кинофильме за фильм «Как есть жареных червяков»                   | Победа              |                     |